# D 885 (Türkei)
Die Straße D 885 (Devlet yolu 885) ist eine 685 km lange Straße in der Türkei. Sie verbindet die Provinzhauptstadt Trabzon am Schwarzen Meer mit Akçakale an der Grenze zu Syrien. In ihrem Nordabschnitt ist sie Teil der Europastraße 97, in ihrem Südteil der Europastraße 99.

## Verlauf
Die Straße zweigt in Trabzon von der Schwarzmeerküstenstraße D 010 (Europastraße 70) zunächst nach Südwesten ab, wendet sich über den Zigana-Tunnel (seit 2023 durch den 14,5 km langen Yeni-Zigani-Tunnel) über Torul (Einmündung der von Tirebolu kommenden D 877) nach Südosten und führt nach Gümüşhane. Sie setzt sich nach Pirahmet (Gümüşhane) fort, lässt dort die D 050 abgehen, die die Europastraße 97 fortsetzt, und führt über den Pass Kösedağ Geçidi (2010 m) nach Köse (kürzere Verbindung von Kırıklı nach Kelkit über die D 883). Dort zweigt die Straße D 052 nach Bayburt ab. Die D 885 setzt sich nach Westen ab und erreicht Kelkit mit dem Abzweig der D 040 nach Westen. Die Fortsetzung der Straße führt generell nach Süden über den Pass Ahmediye Geçidi (2021 m) zur Provinzhauptstadt Erzincan, wo die West-Ost-Achse der D 100 (Europastraße 80) erreicht wird. Mit dieser führt sie nach Südosten und zweigt 36 km weiter nach Süden über den Pass Pülümür Geçidi (1900 m) nach Pülümür ab. Sie setzt sich nach Südsüdwesten in die Provinzhauptstadt Tunceli fort. Bei Kovancılar erreicht sie die West-Ost-Achse der D 300, die von Elazığ kommt.
5 km östlich von Elazığ zweigt die D 885 nach Süden von der D 300 ab und führt dann am Nordufer des Sees Hazar Gölü, dem der Tigris entspringt, nach Osten. Sie folgt zunächst dem Fluss und führt dann nach Südosten nach Ergani und von dort weiter nach Diyarbakır. Dort trifft die Straße auf die D 360 (Europastraße 99), die nach Westen über Siverek führt. Von dort führt die D 885 getrennt von der D 360, zugleich als E 99, über Hilvan nach Şanlıurfa und kreuzt dabei die Autobahn Otoyol 52 (Europastraße 90). Ihre Fortsetzung nimmt sie nach Süden bis Akçakale an der Grenze zwischen Syrien und der Türkei (Grenzübergang Akçakale Sınır Kapısı nach Tall Abyad).